# Рид, Хейда
Хе́йда Рун Сигурдардо́уттир (исл. Heiða Rún Sigurðardóttir, род. 22 мая 1988, Рейкьявик), более известная как Хейда Рид (англ. Heida Reed) — исландская актриса.

## Биография
Хейда Рун Сигурдардоуттир родилась 22 мая 1988 года в Рейкьявике. В 20 лет переехала в Лондон. В 2010 году окончила Драматический центр Лондона. С 2008 года периодически играет в театральных постановках, среди которых «Макбет», «Венецианский купец» и другие.
Ей актёрский дебют состоялся в 2011 году, когда она снялась в небольшой роли в фильме «Один день» под псевдонимом Хейда Рид. В 2013 году сыграла дочь главного героя в сериале «Джо». С 2015 по 2019 год снималась в телесериале «Полдарк».

## Фильмография
| Год       |     | Русское название     | Оригинальное название   | Роль                                         |
| --------- | --- | -------------------- | ----------------------- | -------------------------------------------- |
| 2011      | ф   | Один день            | One Day                 | Ингрид                                       |
| 2012      | ф   | Вампирская сага      | True Bloodthirst        | Селеста                                      |
| 2012      | с   | Последствия          | DCI Banks               | Кармен                                       |
| 2013      | с   | Джо                  | Jo                      | Адель                                        |
| 2013      | кор | Вечное возвращение   | Eternal Return          | Изабелль                                     |
| 2014      | с   | Безмолвный свидетель | Silent Witness          | Моника Дрейфус                               |
| 2014      | с   | Лавовое поле         | The Lava Field: Hraunið | Грета                                        |
| 2015—2019 | с   | Полдарк              | Poldark                 | Элизабет Полдарк Уорлегган (урожд. Чайновет) |
| 2015      | с   | Тост из Лондона      | Toast of London         | Пуки Хук                                     |
| 2016      | с   | Смерть в раю         | Death in Paradise       | Элоиза Ронсон                                |
| 2017      | с   | Стелла Блумквист     | Stella Blómkvist        | Стелла Блумквист                             |
| 2018      | с   |                      | Nutritiously Nicola!    | Оливия Риди                                  |
| 2018—2020 | с   |                      | Dan Dare                | профессор Пибоди                             |
| 2020      | ф   |                      | Blank                   | Рита                                         |

## Награды и номинации
| Год  | Награда                          | Категория                                   | Работа           | Результат |
| ---- | -------------------------------- | ------------------------------------------- | ---------------- | --------- |
| 2018 | C21’s International Drama Awards | Лучшая женская роль в драматическом сериале | Стелла Блумквист | Номинация |
| 2018 | Edda Awards                      | Лучшая актриса года                         | Стелла Блумквист | Номинация |